# Tokugawa Ienobu

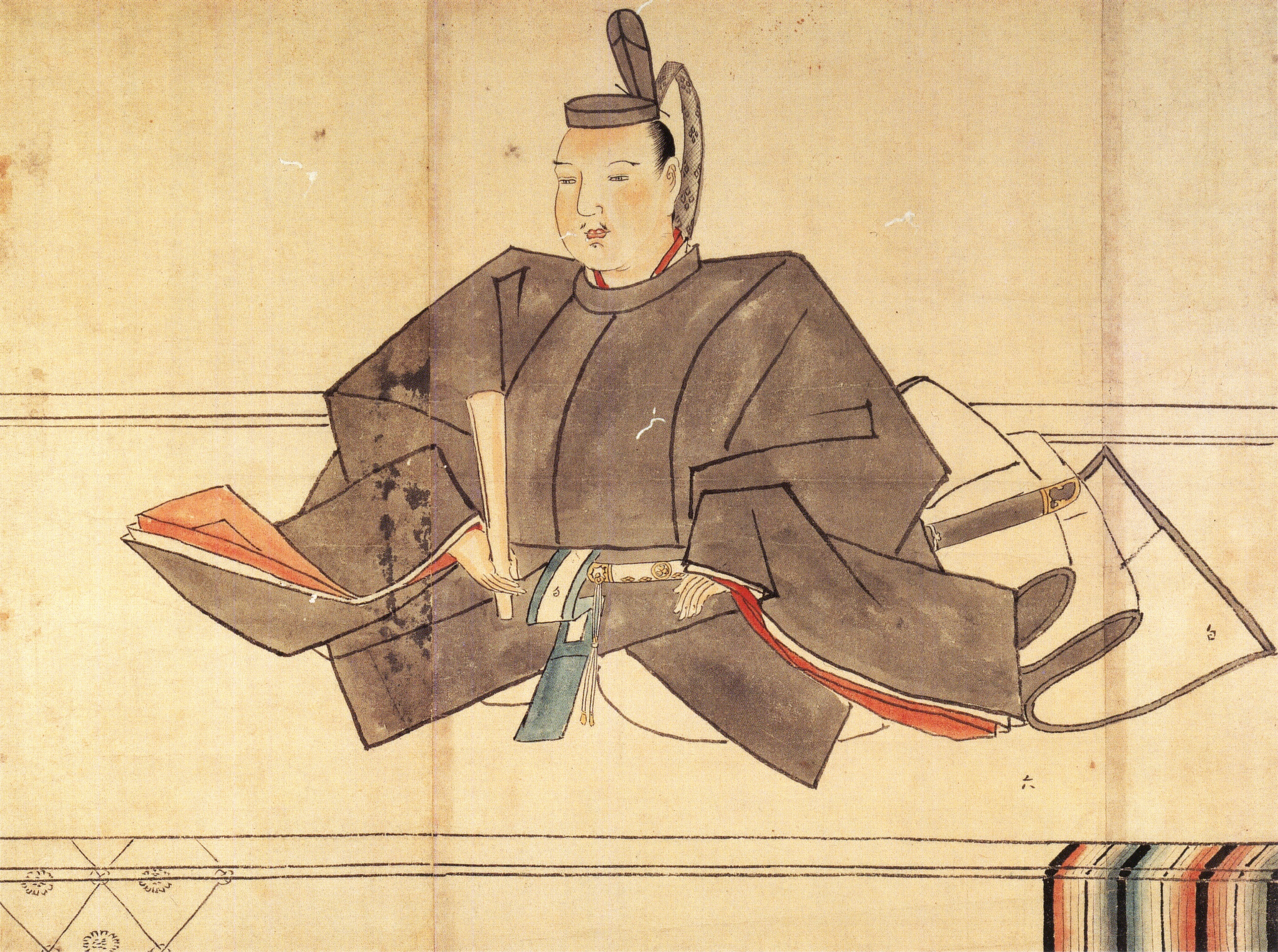
Tokugawa Ienobu.

Tokugawa Ienobu (徳川 家宣, , 11 de junho de 1662 – 12 de novembro de 1712). Sexto xogum do Clã Tokugawa. Foi o filho mais velho de Tokugawa Tsunashige, sobrinho de Tokugawa Ietsuna e Tokugawa Tsunayoshi, neto de Tokugawa Iemitsu , bisneto de Tokugawa Hidetada , e tataraneto de Tokugawa Ieyasu.

## Primeiros anos de vida (1662-1694)
Tokugawa Ienobu foi filho de Tokugawa Tsunashige (Daimyō de Kōfu) com uma concubina. 
Não se sabe muito do início da vida de Ienobu exceto que esperavam que ele se tornasse o próximo Daimyō de Kōfu, após a morte de seu pai. No entanto, depois de Ietsuna morreu em 1680, e seu outro tio, Tsunayoshi conseguiu o bakufu, e o problema para Tsunayoshi ter um herdeiro do sexo masculino fez as chances de Ienobu aumentarem para se tornar xogum. 
Em 1678, Tsunashige morreu e Ienobu lhe sucedeu como Daimyō de Kōfu. 
Em 1694, um ronin, Arai Hakuseki, foi nomeado tutor e conselheiro de Ienobu. Hakuseki costumava ser professor em Edo , e foi recomendado pelo filósofo Kinoshita Junan para ser o tutor pessoal para Ienobu. Hakuseki se tornou um grande conselheiro de Ienobu até o fim de sua vida.
Este foi ótimo treinamento para Ienobu, pois Tsunayoshi tunha sido um grande patrono dos clássicos chineses e do Neo-confucionismo. Hakuseki escreveu um livro para Ienobu, conhecida como Hankampu que cobria a história de vários feudos de 1600 até 1680.

## Xogum Ienobu (1709-1711)
Em 1709, Tsunayoshi morreu sem um herdeiro masculino. Em termos genealógicos, foi razoável que o Daimyō de Kōfu, Tokugawa Ienobu se tornasse xogum, pois era o único descendente direto remanescente de Tokugawa Ieyasu. No entanto, este foi um fator secundário no contexto político do bakufu que foram realizadas ao longo dos últimos dias do bakufu de Tsunayoshi. A melhor solução para a sucessão xogunal provavelmente foi influenciada pelo fato de que Ienobu era a preferência da esposa do falecido Tsunayoshi.
Assim que chegou ao xogunato Ienobu começou a reformar certos aspectos da sociedade japonesa. Costuma-se dizer que transformou o bakufu de uma instituição militar para uma civil, que já estava em construção durante os governos de Ietsuna e Tsunayoshi. Começou por abolir as leis e decretos controversos de Tsunayoshi. Os eunucos, que receberam poder de Tsunayoshi, deixaram de tê-lo. Além disso, em 1710, Ienobu revisou o Buke shohatto, melhorando a linguagem. Coibiu a censura afirmando a seus subordinados que os pensamentos e sentimentos da população deveria atingir os altos níveis do bakufu . Uma clara influência de Hakuseki. Castigos cruéis e perseguições também foram eliminados, e o sistema judicial reformado.
Uma reforma econômica foi feita, e a moeda de ouro foi criada para estabilizar a economia.
Apenas houve um remanescente do governo de Tsunayoshi, o Neo-confucionismo ainda era muito popular.
Ienobu foi um dos xoguns em séculos a realmente tentar melhorar significativamente as relações com o Imperador e a Corte em Kyoto. Em 1711, o Kanpaku Konoe Motohiro chegou a Edo de Kyoto para mediar as conversas entre o Xogum Ienobu e o Imperador Nakamikado e  seus nobres em Kyoto. As conversações terminaram com a decisão de que os filhos mais novos de imperadores não teriam que entrar para o sacerdócio e poderiam formar novos ramos do trono imperial e que suas filhas poderiam se casar (na verdade, uma das filhas mais novas do Imperador Nakamikado era casada com um dos filhos menores de Ienobu) e que o bakufu ofereceria subsídios financeiros para a Corte.
Ienobu morreu com a idade de 51 anos  no 14 º dia do 10 º mês (1712). Ele foi sucedido por seu filho, Tokugawa Ietsugu que se tornou o sétimo xogum que continuou a empregar Hakuseki como seu conselheiro.